# 寺之内竪町
寺之内竪町（てらのうちたてちょう）は、京都市上京区の町名。

## 町名
現行公称町名は寺之内竪町。郵便番号は602-0073。

## 人口と世帯数
令和2年国勢調査による2020年10月1日の人口と世帯数は以下のとおり。
| 町名       | 人口  | 世帯数  |
| ---------- | ----- | ------- |
| 寺之内竪町 | 329人 | 201世帯 |

## 地理
上京区の元学区、成逸学区の最南部に位置する。北から時計回りに下天神町、本法寺前町、百々町、東西町、妙蓮寺前町に接している。

### 通り名表記
『京都市町通り名一覧表』 (1998)には、以下が挙げられている。表記の意味については「京都市内の通り#住所」を参照。
- 堀川通寺之内上る

## 小・中学校の通学区域
市立小・中学校に通う場合の通学区域は以下のとおり。
| 町名       | 番地 | 小学校                 | 中学校             |
| ---------- | ---- | ---------------------- | ------------------ |
| 寺之内竪町 | 全域 | 京都市立西陣中央小学校 | 京都市立烏丸中学校 |

## 歴史
明治維新前は、上西陣組の寺之内四町組に属した、古くからの町である。

### 町名の由来
町名は、寺之内にある竪（たて）町（南北の通りに沿った町）であることから。近隣を総称する地名および通り名である 「寺之内」にちなむ。なお、『京都坊目誌』では「寺之内」を、比叡山東塔竹林院の里坊である安居院（あぐい）の寺内という意味とする。

## 交通

### 道路

#### 南北の通り
- 堀川通（京都府道38号京都広河原美山線）

### 施設
- 茶道総合資料館
- 堀川せせらぎ第一公園

## 関連文献
- 林屋辰三郎、村井康彦、森谷尅久 編『京都市の地名』平凡社〈日本歴史地名大系27〉、1979年。ISBN 4-582-49027-1。
- 「角川日本地名大辞典」編纂委員会 編『角川日本地名大辞典 26 京都府』 下巻、角川書店、1982年。ISBN 4-040-01262-3。